# Nicolaaskerk (Hauwert)
De Nicolaaskerk is een vijftiende-eeuwse rijksmonumentaal kerkgebouw in het Noord-Hollandse Hauwert. De kerk is sinds 23 november 1971 als rijksmonument erkend. Van origine was de Nicolaaskerk een rooms-katholieke kerk, maar werd protestantse (hervormde) kerk en doet momenteel dienst als cultureel centrum en als bedrijfsruimte.
Opvallend aan het gebouw is dat het vrijwel geheel gecementeerd is en dat de muren niet geschoord worden door steunberen.

## Rijksmonumenten
De kerk, met inhoud, en de kerktoren zijn twee aparte rijksmonumenten. De kerk omvat ook het preekgestoelte, lessenaar en spiltrapje, alle uit de 17e eeuw. Ook het orgel in de kerk behoort tot het rijksmonument. Het betreft een tweeklaviers orgel uit 1870 en is gemaakt door L. Van Dam en Zonen. Tussen 1999 en 2009 heeft het orgel niet in de kerk gehangen, in die periode bevond het zich bij de restaurateurs Bakker & Timmenga.
De toren  bestaat uit twee geledingen, de onderste is uit de 16e eeuw en de bovenste is uit de 17e eeuw. De tweede geleding heeft in elke zijde twee korfbogige galmgaten. De klokkenstoel, met klok, is van Gobel Zaal en stamt uit 1530. De diameter van de luidklok is 101,2 centimeter.

## Trivia
- In 2004 werd de restauratie van de kerk afgerond, in 2009 werd de restauratie van het orgel afgerond. Gepland was dat beide restauraties tegelijkertijd afgerond werden.
- In 2011 werd een subsidie van 101.719 euro aan de Nederlands Hervormde Kerk Hauwert toegekend. Bedoeld om het rijksmonument in stand te houden.[3]